# Pustvopol
Pustvopol è l'album di debutto della cantante folk slovacca Katarína Máliková, pubblicato l'11 novembre 2016 su etichetta discografica Sinko Records. L'album ha vinto tre Radio Head Award nel 2017 nelle categorie di Debutto dell'anno e Disco folk dell'anno, più il premio della critica per il migliore disco del 2016.

## Tracce
CD, download digitale
1. Pustvopol – 3:39
2. Zrána – 4:05
3. Bulo bi nam bulo – 3:01
4. Kolo nás – 3:39
5. Dínom, dánom – 1:15
6. Cudzie svetlo – 3:58
7. Jedna sestra – 4:36
8. Nevesta hôľ – 3:44
9. Popol augusta – 3:15
10. Dvanásty január – 4:36
11. Krehká láva – 5:48
12. Nová krajina – 6:33
13. A to je to posledné – 5:19
14. Ej, už som prešiov – 2:20

## Classifiche
| Classifica (2016) | Posizione massima |
| ----------------- | ----------------- |
| Slovacchia        | 37                |